# Saint-Andéol, Drôme
Saint-Andéol är en kommun i departementet Drôme i regionen Auvergne-Rhône-Alpes i sydöstra Frankrike. Kommunen ligger i kantonen Die som tillhör arrondissementet Die. År 2022 hade Saint-Andéol 83 invånare.

## Befolkningsutveckling
Antalet invånare i kommunen Saint-Andéol
Referens:INSEE